# فیلم باب‌اسفنجی: اسفنج فراری
فیلم سینمایی باب‌اسفنجی: اسفنج فراری (به انگلیسی: The SpongeBob Movie: Sponge on the Run) یک فیلم کمدی ماجراجویی لایو اکشن/پویانمایی رایانه‌ای آمریکایی در سال ۲۰۲۰ است که بر اساس مجموعه تلویزیونی انیمیشن باب‌اسفنجی شلوارمکعبی ساخته شده است. به کارگردانی و نویسندگی تیم هیل، توسعه‌دهنده سریال و نویسنده سابق سریال، که با همکاری جاناتان ایبل و گلن برگر داستان‌نویسی کرده است، این اولین فیلم در این فرانچایز است که به جای انیمیشن ۲ بعدی، کاملاً با سبک تصویر تولیدشده توسط کامپیوتر ساخته می‌شود. صداپیشگان همیشگی سریال نقش‌های مربوط به سریال و فیلم‌های قبلی را تکرار می‌کنند و داستان از منشأ نحوه ملاقات باب‌اسفنجی با گری حلزون و تلاش باب‌اسفنجی برای نجات او پس از ربودن دنبال می‌شود. پس از اولین فیلم در سال ۲۰۰۴ و دومین بار در سال ۲۰۱۵، این سومین فیلم نمایشی است که براساس این مجموعه ساخته شده است. این فیلم به خالق آن استیون هیلنبرگ، که در سال ۲۰۱۸ درگذشت، اختصاص دارد و همچنین به عنوان تهیه‌کننده اجرایی پروژه نیز خدمت کرده است.
این فیلم توسط پارامونت انیمیشن، نیکلودئون موویز و یونایتد پلانکتون پیکچرز با انیمیشن تهیه‌شده توسط میکروس ایمج تولید شده است. در ابتدا برای اکران سینمایی در سراسر جهان توسط پارامونت پیکچرز در نظر گرفته شده بود، اما به دلیل دنیاگیری کووید ۱۹، برنامه‌ها تغییر کردند. این فیلم در تاریخ ۱۴ اوت ۲۰۲۰ به صورت سینمایی در کانادا و در تاریخ ۵ نوامبر ۲۰۲۰ به صورت دیجیتالی از شبکه نتفلیکس در مناطق دیگر منتشر شد، در حالی که در اوایل سال ۲۰۲۱ یک فیلم برتر درخواستی و سی‌بی‌اس آل اکسس در ایالات متحده ارائه می‌شود.

## خلاصه داستان
باب‌اسفنجی و پاتریک برای نجات حلزون حیوان خانگی باب‌اسفنجی گری، که توسط پلانکتون «ربوده شده» است، به مأموریت نجات می‌پردازند و به شهر گمشده آتلانتیک سیتی به همراه بوته ای سفر می‌کند و در آنجا با شاه پوسایدون رو به رو می‌شوند. این فیلم همچنین منشأ دیدار باب‌اسفنجی با گری، اختاپوس، پاتریک، آقای خرچنگ و سندی را در دوران کودکی هرچند که قبلاً اولین دیدار با بعضی از آنها مانند سندی، آقای خرچنگ و اختاپوس در سری انیمیشن‌های قبلی به‌طور متفاوتی به نمایش درآمده بود، نشان می‌دهد.

## شرح داستان
در بیکینی باتم، پلانکتون در حال کار روی نقشه‌ای تازه برای دزدیدن فرمول برگر خرچنگی است، در حالی‌که کارن با او بحث می‌کند که در واقع باب اسفنجی دلیل شکست‌های پیشین او بوده، نه آقای خرچنگ. همزمان در آتلانتیک سیتی، پادشاه خودخواه، پوزیدون، تمام مخاط حلزون دریایی‌اش را مصرف کرده و برای حفظ ظاهر خود به حلزون تازه‌ای نیاز دارد. پوزیدون فرمان می‌دهد حلزون جدیدی پیدا شود و پلانکتون برای دور نگه‌داشتن باب اسفنجی از نقشه‌اش، حلزون خانگی او یعنی گری را می‌دزدد. صبح روز بعد، باب اسفنجی از زبان پاتریک می‌شنود که گری به آتلانتیک سیتی برده شده. پلانکتون در چارچوب نقشه‌اش، اتو، رباتی که سندی ساخته، را برای رساندن آن‌ها به شهر در اختیارشان می‌گذارد، به این امید که دیگر بازنگردند. بدون باب اسفنجی که برگرهای خرچنگی را بپزد، مشتریان خشمگین رستوران خرچنگی آن را ویران می‌کنند، با وجود تلاش‌های آقای خرچنگ و اختاپوس برای جلوگیری از آن.
اتو باب اسفنجی و پاتریک را به شهری قدیمی با حال‌وهوای وسترن می‌برد، جایی که با روحی به شکل علف گردباد به‌نام «سیج» روبه‌رو می‌شوند. او به باب اسفنجی و پاتریک می‌گوید که در خواب هستند و برای ادامه جست‌وجو باید مأموریتی ویژه را پشت سر بگذارند و «سکهٔ شجاعت» را به آن‌ها می‌دهد. آن‌ها وارد میخانه‌ای می‌شوند که دزدان دریایی زامبی و شبح‌مانند آن را تسخیر کرده‌اند و تصمیم می‌گیرند ارواح‌شان را از دست روح شیطانی «ال دیابلو» آزاد کنند. دیابلو آن‌ها را گرفتار می‌کند، اما به‌طور تصادفی توسط آن دو نابود می‌شود و با آزاد شدن ارواح دزدان دریایی، اتو آن‌ها را بیدار می‌کند.
اکنون با همراهی سیج، باب اسفنجی درمی‌یابد که پوزیدون او را همچون حلزون‌های پیشینش به بردگی خواهد گرفت، زمانی که مخاط گری تمام شود. آن‌ها به آتلانتیک سیتی می‌رسند و سیج هشدار می‌دهد که فریب جاذبه‌های شهر را نخورند، اما این هشدار نادیده گرفته می‌شود. پس از شبی پر از سرگرمی، باب اسفنجی و پاتریک متوجه می‌شوند «سکهٔ شجاعت» را گم کرده‌اند، اما با این حال وارد قصر پوزیدون می‌شوند. هنگامی‌که می‌خواهند گری را ببرند، دستگیر شده و به سیاه‌چال انداخته می‌شوند.
در بیکینی باتم، پلانکتون به رستوران خرچنگی می‌رود و آقای خرچنگ که دچار افسردگی شده، فرمول را به او می‌دهد. با این حال، پلانکتون از آن راضی نیست. بعدتر، وقتی می‌شنود باب اسفنجی و پاتریک قرار است در نمایشی مجلل در قصر پوزیدون اعدام شوند، آقای خرچنگ، اختاپوس، سندی و پلانکتونِ پشیمان تصمیم می‌گیرند آن‌ها را نجات دهند.
در زندان، سیج فاش می‌کند که «سکهٔ شجاعت» هیچ قدرتی نداشته و شجاعت از درون خودشان آمده‌است. پیش از آنکه باب اسفنجی و پاتریک اعدام شوند، آقای خرچنگ، اختاپوس، پلانکتون و سندی به داخل نمایش می‌ریزند تا از باب اسفنجی دفاع کنند. همراه با پاتریک، هرکدام خاطراتشان از اردوگاه تابستانی کمپ کورال با باب اسفنجی را بازگو می‌کنند و باعث تحسین حضار می‌شوند. سپس گروه ترانه‌ای اجرا می‌کنند تا حواس پوزیدون را پرت کرده و گری را بربایند. پوزیدون متوجه فریب می‌شود و دستور می‌دهد آن‌ها را دستگیر کنند. باب اسفنجی و دوستانش می‌گریزند، اما در آستانهٔ خروج، اتو آن‌ها را تنها می‌گذارد و دوباره گرفتار می‌شوند.
پوزیدون پیشنهاد می‌دهد اگر باب اسفنجی گری را نزد او بگذارد، اتهامات را نادیده بگیرد. اما باب اسفنجی مخالفت می‌کند و می‌گوید دوستانش برای نجات او جان خود را به خطر انداختند. وقتی پوزیدون اعتراف می‌کند که دوستی ندارد و برای ظاهرش به مخاط نیاز دارد، باب اسفنجی پیشنهاد می‌دهد با او دوست شود. پوزیدون همهٔ تشریفاتش را کنار می‌گذارد و ظاهر واقعی خود را می‌پذیرد؛ همهٔ حاضران نیز ظاهر او را می‌پذیرند. در پایان، پوزیدون به باب اسفنجی اجازه می‌دهد گری را با خود به خانه ببرد و تمام حلزون‌های اسیرش را نیز آزاد می‌کند تا همراه‌شان به بیکینی باتم بازگردند.

## بازیگران
صداپیشگان همیشگی سریال نقش‌های آن‌ها را برای فیلم تکرار کردند.
- تام کنی در نقش باب‌اسفنجی شلوارمکعبی و گری حلزون
  - آنتونیو رائول کوربو در نقش باب‌اسفنجی جوان
- بیل فیجرباک در نقش پاتریک ستاره
  - جک گور در نقش پاتریک جوان[۱۱]
- راجر آلبرت بومپاس در نقش اختاپوس هشت‌پا
  - جیسون میباوم در نقش اختاپوس جوان[۱۱]
- کلنسی براون در نقش آقای خرچنگ
- مستر لارنس در نقش پلانکتون
- جیل تالی در نقش کارن
- کارولین لارنس در نقش سندی چیکس
  - پریسلی ویلیامز در نقش سندی جوان[۱۱]
- مری جو کتلت در نقش خانم پاف
- لوری آلن در نقش پرل کربس (فلاش‌بک؛ صحنه حذف شده)
- مت بری در نقش پادشاه پوسایدن[۱۲]
- آکوافینا در نقش اتو[۱][۱۱]
- کیانو ریوز در نقش سِیج (حکیم)[۱۱][۱۳]
- اسنوپ داگ در نقش گمبلر (قمارباز)[۱۱][۱۴][۱۵]
- دنی ترخو در نقش ال دیابلو[۱۱]
- تیفانی هدیش به عنوان مجری تشریفات[۱۱][۱۶]
- رجی واتس در نقش صدراعظم[۱][۱۱][۱۷]

## تولید

### توسعه
مگان کولیگان، رئیس توزیع و بازاریابی در سراسر جهان در پارامونت پیکچرز، در مصاحبه‌ای در فوریه ۲۰۱۵ درمورد فیلم باب‌اسفنجی: اسفنج بیرون از آب در گیشه، گفت که امکان ساخت فیلم سوم «شرط خوبی است». در مصاحبه دیگری، راب مور، نایب‌رئیس پارامونت، با اشاره به زمانی که بین فیلم باب‌اسفنجی شلوارمکعبی (۲۰۰۴) و دنباله ۲۰۱۵ آن می‌گذرد، اظهار داشت: «امیدوارم که ساخت فیلم دیگری ۱۰ سال طول نکشد.» بعداً در سال ۲۰۱۵ مشخص شد که پارامونت در حال ساخت دنباله‌هایی برای فرانچایزهای خود است، از جمله یک فیلم باب‌اسفنجی دیگر.
در ابتدا قرار بود این فیلم در سال ۲۰۱۹ اکران شود، قبل از تأخیر در سال ۲۰۲۰. تا ژانویه ۲۰۱۶، جاناتان ایبل و گلن برگر برای نوشتن فیلم استخدام شده‌بودند.
در مارس ۲۰۱۷، مارک ایوانز، رئیس پارامونت اعلام کرد که این استودیو در مارک‌های تلویزیونی خود از جمله فیلم باب‌اسفنجی با ویاکوم همکاری نزدیک خواهد داشت. در همان ماه، یاهو! اظهار داشت که این فیلم، فیلم باب‌اسفنجی نام دارد.
در آوریل ۲۰۱۸، عنوان رسمی فیلم با عنوان فیلم باب‌اسفنجی: این یک اسفنج شگفت‌انگیز است است مشخص شد و تیم هیل، سازنده باب‌اسفنجی، به عنوان کارگردان و نویسنده این فیلم معرفی شد. در اواخر سال گزارش شد که فیلم توسط آیبل، برگر و مایکل کوام نوشته شده است. بازیگران اصلی - تام کنی، بیل فیجرباک، کلنسی براون، مستر لارنس، راجر آلبرت بومپاس، کارولین لارنس، جیل تالی، مری جو کتلت و لوری آلن - همه انتظار می‌رود که نقش‌ها را به عنوان شخصیت‌های مربوط به این مجموعه و سریال و فیلم‌های قبلی بازی کنند. در اکتبر ۲۰۱۸، در کنفرانس ویو در تورین، ایتالیا، رئیس پارامونت انیمیشن، میری سوریا، طرح این فیلم را فاش کرد. در همان روز، هانس زیمر به عنوان آهنگساز فیلم اعلام شد، در حالی که پاریس و میکروس ایمج مستقر در مونترآل انیمیشن را برای این فیلم اداره می‌کنند که کاملاً از طریق پویانمایی رایانه‌ای ساخته می‌شود.
در ۱۲ ژوئن ۲۰۱۹، اعلام شد که رجی واتس و آکوافینا به بازیگران اضافه می‌شوند در حالی که سیندی لاپر و راب هیمن، که آهنگی را برای باب‌اسفنجی موزیکال نوشتند، آهنگ‌های اصلی فیلم را می‌نویسند. همچنین اعلام شد که میا مایکلز تصویربرداری می‌کند و علی دی تئودور یک آهنگ اصلی برای فیلم اضافه می‌کند. روز بعد، اسنوپ داگ در جیمی کیمل لایو! اعلام کرد که او در این فیلم حضور دارد.
در تاریخ ۱۲ نوامبر ۲۰۱۹، مشخص شد که عنوان فیلم همراه با انتخاب بازیگر جدید فیلم کیانو ریوز از این یک اسفنج شگفت‌انگیز است به اسفنج در حال فرار تغییر یافته است.

### فیلم‌برداری
در ۲۲ ژانویه ۲۰۱۹، تأیید شد که تولید این فیلم رسماً آغاز شده است. این فیلم مانند سلف‌های خود شامل سکانس‌های لایو اکشن خواهد بود و لری فانگ به عنوان فیلم‌بردار فیلم حضور دارد. برخلاف فیلم‌های قبلی، سکانس‌های متحرک فیلم کاملاً انیمیشن رایانه‌ای هستند.

## انتشار
فیلم باب‌اسفنجی: اسفنج در حال فرار در ابتدا قرار بود با نمایش سینمایی در تاریخ ۹ فوریه ۲۰۱۹ توسط پارامونت پیکچرز منتشر شود. سپس به ۲ اوت ۲۰۱۹ منتقل شد، قبل از اینکه تقریباً یک سال به ۳۱ ژوئیه ۲۰۲۰ به تأخیر بیفتد. چهار بار دیگر منتقل شد: به ۱۷ ژوئیه ۲۰۲۰، ۲۲ مه ۲۰۲۰،
۳۱ ژوئیه (در نتیجه دنیاگیری کووید ۱۹)، و سرانجام ۷ اوت ۲۰۲۰. در ژوئن ۲۰۲۰، اعلام شد که اکران نمایشی فیلم لغو شده است و در عوض از طریق ویدئو درخواستی و سی‌بی‌اس آل اکسس در اوایل سال ۲۰۲۱ منتشر می‌شود.
در ژوئیه ۲۰۲۰، نتفلیکس حق پخش بین‌المللی فیلم را به دست آورد، به استثنای ایالات متحده، کانادا و چین. در تاریخ ۳۰ ژوئیه ۲۰۲۰، پارامونت پیکچرز کانادا اعلام کرد که این فیلم در ۱۴ اوت ۲۰۲۰ در سینماهای کانادا اکران می‌شود. بین معاملات نتفلیکس و سی‌بی‌اس آل اکسس، پارامونت کل هزینه تولید فیلم را جبران کرد. این فیلم در تاریخ ۵ نوامبر ۲۰۲۰ در شبکه بین‌المللی نتفلیکس اکران شد اما اگر نسخه منتشر شده را با تریلر آن مقایسه کنیم شاهد تفاوت کمی در دیالوگ و طراحی بعضی موارد هستیم.

## بازخورد

### گیشه فروش
در اولین آخر هفته این فیلم در کانادا، از ۳۰۰ سالن سینما ۸۶۵٬۸۲۵ دلار فروخت. از آنجا که درآمد کل کانادا در کل آمریکا ثبت می‌شود، اسفنج در حال فرار ابتدا در گیشه به پایان رسید و بالاترین تعداد فروش آخر هفته را برای یک فیلم از زمان شروع به بیماری همه‌گیر داشت. ایندی‌وایر تخمین می‌زد که اگر این فیلم یک نمایش سنتی تئاتر در آمریکای شمالی داشت، می‌توانست ۲۵ تا ۳۰ میلیون دلار از جمله ۳ میلیون دلار از کانادا به فروش رود. در آخر هفته دوم، علی‌رغم اضافه شدن به ۲۶ سینمای اضافی، این فیلم با ۳۶٪ کاهش به ۵۵۰٬۰۰۰ دلار رسید و پس از نامتعادل دوم شد. در آخر هفته سوم این فیلم از ۳۱۴ سالن سینما ۴۰۰٬۰۰۰ دلار درآمد کسب کرد، پس از آن در چهارمین آخر هفته ۳۴۵٬۰۰۰ دلار، و برای یک ماه ۳٫۶ میلیون دلار کسب کرد.

### پاسخ انتقادی
در وب سایت بازبینی جمعی راتن تومیتوز، ۷۷٪ از منتقدان دیدن فیلم را براساس ۱۳ بررسی، با میانگین امتیاز ۵٫۹۰ / ۱۰ توصیه می‌کنند.
ریچارد کروز که برای سی‌تی‌وی نیوز می‌نوشت، ۳٫۵ ستاره را به او داد و نوشت: "فیلم باب‌اسفنجی: اسفنج در حال فرار هرج و مرج معمول، جوک‌های درون‌ساز و شخصیت‌های مشهور غیرمنتظره را با خود به ارمغان می‌آورد، اما در قلب کوچک اسمزیک آن باب‌اسفنجی وجود دارد، شخصیتی که متعلق به همان سرگرمی‌های سوپی سیلس، استن لورل و پی-وی هرمن است. " آپاریتا بهندری از گلوب اند میل به فیلم ۱٫۵ از ۴ ستاره داد و نوشت: «من کاملاً می‌فهمم که آیا آخرین فیلم اسپین‌آف باب‌اسفنجی شلوارمکعبی طرفداران باسابقه و مخاطبان جدید را به اندازه کافی شجاع جذب این سالن سینما می‌کند… با این حال، برای من و دو بچه‌ام (۱۰ و ۸ ساله)، این غواصی در اعماق دریا آن‌چنان‌که انتظار داشتیم یک ماجراجویی مهیج نبود.»

## اسپین‌آف تلویزیونی
کمپ کورال: سال‌های کودکی باب‌اسفنجی یک مجموعه پیش‌درآمد اسپین‌آف باب‌اسفنجی شلوارمکعبی است که بر اساس صحنه فلش‌بک فیلم باب‌اسفنجی: اسفنج در حال فرار ساخته شده است که یک باب‌اسفنجی ۱۰ ساله را در یک اردوگاه خواب تابستانی معرفی می‌کند.
در ۱۹ فوریه ۲۰۲۰، عنوان رسمی فاش شد و اعلام شد که این سریال در ژوئیه ۲۰۲۰ آغاز به کار می‌کند. صداپیشگان سریال اصلی در حال تکرار نقش‌های خود هستند.
در تاریخ ۳۰ ژوئیه ۲۰۲۰، اعلام شد که این مجموعه در اوایل سال ۲۰۲۱ در سی‌بی‌اس آل اکسس، سرویس جریان ویاکام سی‌بی‌اس منتشر می‌شود. این سریال سرانجام از ۴ مارس ۲۰۲۱ با پخش ۶ قسمت متوالی روی آنتن رفت.